# Capisterre
Capisterre ist eine Region auf der Insel St. Kitts in der Karibik.
Der Name stammt vom Französischen Capesterre („Oberes Land“ im Gegensatz zu „Basseterre“ =Unteres Land). Das Gebiet umfasst die nördliche Küstenebene der Insel. Es wurde ursprünglich von den Franzosen im frühen 17. Jahrhundert kolonisiert. Der Hauptort war der einzige Hafen, die Fischerstadt Dieppe Bay Town. Das Gebiet ging 1713 an die Briten verloren. Im frühen 20. Jahrhundert kamen zahlreiche französische Einwanderer von der benachbarten Insel Saint Barths nach Capisterre und wurden berühmt für ihre illegalen Schwarzbrennereien (moonshine trade).
Heute wird in der Region das La Festival de Capisterre gefeiert, das jedes Jahr im September während der Unabhängigkeitsfeierlichkeiten von St. Kitts und Nevis (19. September) abgehalten wird.